# Stari Nepiznanîci, Iemilciîne
Stari Nepiznanîci (în ucraineană Старі Непізнаничі) este un sat în comuna Velîkîi Iabluneț din raionul Iemilciîne, regiunea Jîtomîr, Ucraina.

## Demografie
Componența lingvistică a localității Stari Nepiznanîci
     Ucraineană (100%)
Conform recensământului din 2001, toată populația localității Stari Nepiznanîci era vorbitoare de ucraineană (100%).